# Villingadalsfjall
Der Villingadalsfjall ist mit 841 Meter über dem Meeresspiegel der dritthöchste Berg auf den Färöern.

## Geographie
Er liegt nördlich der Ortschaft Viðareiði, ganz im Norden der Insel Viðoy. 
Die bekannte Steilklippe Kap Enniberg bildet den nördlichen Teil des Berges. 
Vom Gipfel hat man bei klarem Wetter eine gute Aussicht über die sechs Nordinseln.
Da die beiden höchsten Berge auf den Färöern, der Slættaratindur und der Gráfelli, auf Eysturoy liegen, ist der Villingadalsfjall damit der höchste Berg auf den sechs Nordinseln, gefolgt vom 830 Metern hohen Kúvingafjall auf Kunoy. Der Villingadalsfjall ist von den zehn Bergen auf den Färöern, die über 800 Meter hoch sind, der nördlichste und zugleich der einzige, der sich auf der Insel Viðoy befindet.

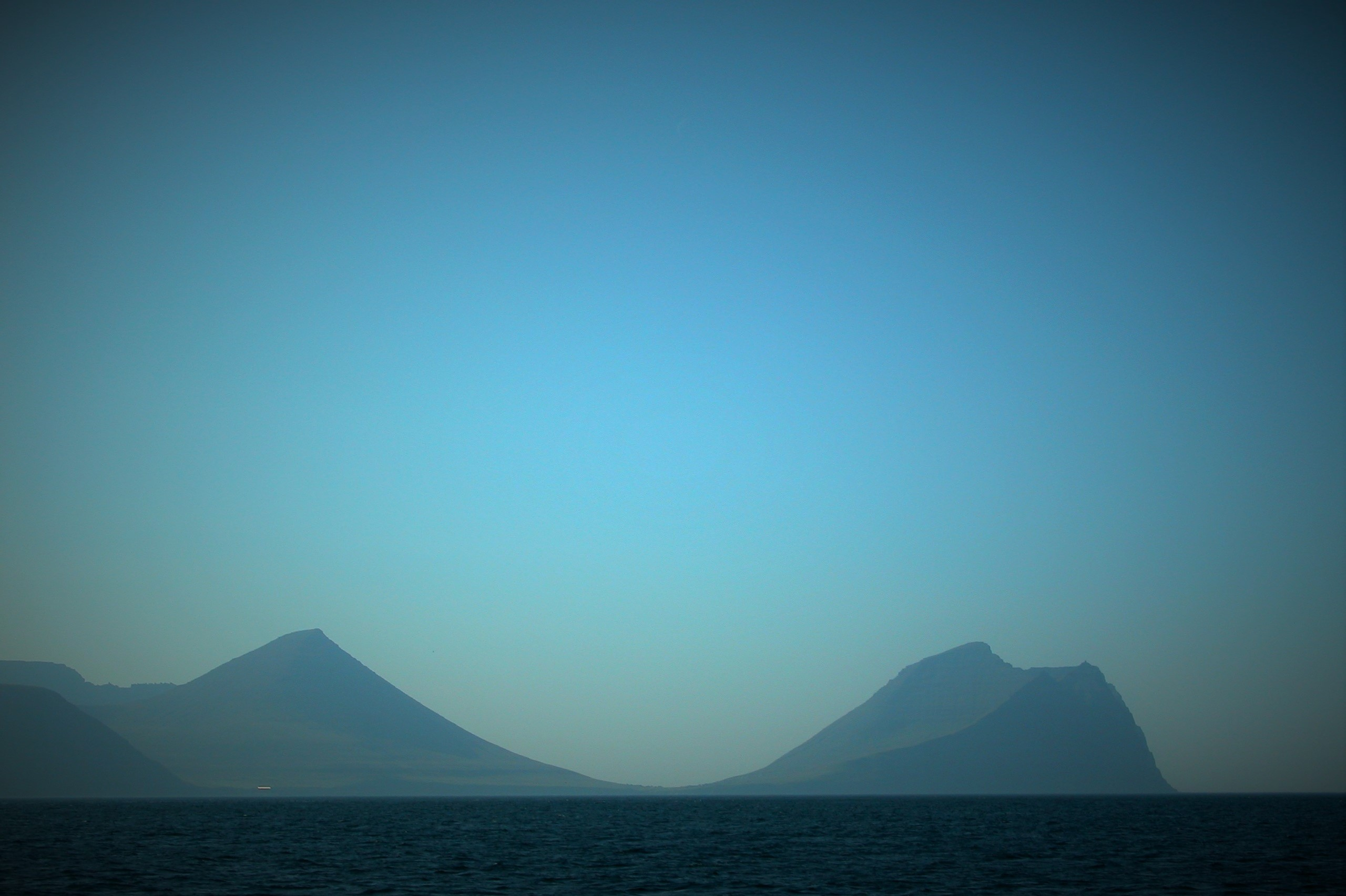
Umrisse von Enniberg und Villingadalsfjall (Rechts von der Senke in der Bildmitte)